# Kanon (2006)
Kanon ist eine Anime-Fernsehserie, die von Kyōto Animation im Jahr 2006 produziert wurde. Sie basiert auf der Handlung des gleichnamigen Computerspiels Kanon und ist eine Neuverfilmung der ersten Umsetzung als Anime im Jahr 2002, die ebenfalls den Titel Kanon trug. Nachdem die vorherige Produktion Die Melancholie der Haruhi Suzumiya ein unerwartet großer Erfolg wurde, wurden auch an diese Serie hohe Erwartungen geknüpft, die größtenteils erfüllt wurden.

## Handlung
Die Handlung wurde weitestgehend aus dem Computerspiel Kanon übernommen. Sie stellt aber nicht nur einen möglichen Pfad durch die Handlung dar, sondern verbindet alle fünf Handlungsstränge des Spiels zu einer Geschichte. In dieser kommt der Schüler Yūichi Aizawa aufgrund der Auslandsarbeit seiner Eltern bei seiner Tante Akiko Minase und deren Tochter Nayuki unter. Yūichi, der vor sieben Jahren die Erinnerung an seine Kindheit verlor, trifft dabei als Protagonist mit fünf Mädchen aus seiner Vergangenheit zusammen, um zu ihnen eine Beziehung aufzubauen und seine verlorenen Erinnerungen zurückzugewinnen.

## Entstehung
Fast vier Jahre nach der ersten Umsetzung als Anime-Fernsehserie produzierte das japanische Studio Kyōto Animation eine Neuverfilmung der Serie. Die Umsetzung geschah auf Grund der positiven Rezeption des im Vorjahr produzierten Air – ebenfalls eine Umsetzung eines Key/Visual-Art’s-Spiels –, in dem auch Nayuki Minase, Ayu Tsukimiya und Makoto Sawatari einen Cameo-Auftritt mit ihren Originalstimmen hatten. Regisseur Tatsuya Ishihara inszenierte die von Fumihiko Shimo als Hauptautor ausgearbeitete Handlung, welche sich stark am Original orientiert und 24 Folgen umfasst. Obwohl die Handlung nicht von der ersten Umsetzung abweicht, erlaubte die größere Anzahl von Folgen, mehr Details des Spieles umzusetzen. Das Character-Design übernahm Kazumi Ikeda weitgehend aus dem Computerspiel, verpasste mehreren Charakteren jedoch ein erwachseneres Aussehen.
Technisch wurde eine Mischung auf Zeichentrick und Computeranimation verwendet. So wurden im Vorspann die Charaktere fast vollständig am Computer animiert, was fliegende Haare ermöglichte, aber auch in einzelnen Clippingfehlern resultierte. So ist bei näherem Hinsehen erkenntlich, dass manch ein Haarstrang in die Schulter einzudringen scheint und darin verschwindet. Innerhalb der Serie werden zumeist handgezeichnete Figuren verwendet, wobei die Augen ebenfalls am Computer entstanden und „hineinkopiert“ wurden. Die Bestandteile der einzelnen Szenen (Hintergrund, animiert fallender Schnee, Charaktere, Lichteffekte, Vordergrundelemente) wurden ebenfalls am Computer miteinander kombiniert, was flüssige Kameraschwenks und sanft fallenden Schnee (ebenfalls computeranimiert) erlaubte, obwohl die Figuren in geringerer Bildwiederholrate gezeichnet wurden.
Die Hintergrundmusik wurde von den Komponisten Jun Maeda, OdiakeS und Shinji Orito produziert. Die Stücke wurden zuvor bereits auf den Alben Recollections, Re-feel und Ma-Na veröffentlicht und erneut verwendet. Zusammen mit der Sängerin Ayana wurden die bereits 1999 auf dem Album Anemoscope veröffentlichten Titel Last regrets und Kaze no Tadoritsuku Basho erneut aufgenommen. Das Arrangement der für den Vor- und Abspann der Serie gekürzten Titel übernahm erneut Kazuya Takase von I’ve Sound. Beide Titel wurden auf der Single Last regrets / Kaze no Tadoritsuku Basho in mehreren Variationen, einschließlich der Fernsehvariante, veröffentlicht.
In mehreren Szenen ist Johann Pachelbels Komposition Kanon und Gigue in D-Dur zu hören, dessen Melodie bereits im Spiel verwendet wurde. Diese Anspielung wird dadurch unterstützt, dass sämtliche Titel der Einzelfolgen die englischen Namen von Spielarten der klassischen Musik enthalten. So ist z. B. der Titel der ersten Folge Hakugin no Jokyoku – overture (白銀の序曲～overture～) und beinhaltet den englischen Begriff overture (dt. „Ouvertüre“). Theron Martin (ein Autor von Anime News Network) merkte an, dass der Name Kanon sich von dem musikalischen Begriff Kanon ableiten würde und es auch eine Erklärung dafür liefern würde, warum die Folgen entsprechend benannt wurden.
Es finden sich nicht nur Anspielungen auf die Musik, sondern auch auf die früheren Werke der Mitarbeiter von Key. So taucht Rumi Nanase – eine Hauptfigur aus One: Kagayaku Kisetsu e – an mehreren Stellen innerhalb der Serie auf, ohne irgendeine wichtige Rolle zu spielen.

## Veröffentlichungen
Am 25. August 2006 wurde mit Kanon Prelude ein auf DVD veröffentlichter Teaser herausgegeben. Dieses, in limitierter Auflage von Pony Canyon, produzierte Medium enthielt Interviews mit den Produzenten, eine nicht mit Namensnennung versehene Version des Vor- und Abspanns und Ausschnitte aus dem Anime. Die Serie wurde ab dem 5. Oktober 2006 bis zum 15. März 2007 erstmals auf dem japanischen Fernsehsender BS-i übertragen. Im Abspann der letzten Folge dieser Serie wurde die Arbeit an einer Animeumsetzung von Clannad, die ebenfalls auf einem gleichnamigen Spiel von Key basiert, angekündigt. Im Zeitraum vom 1. Januar 2007 bis zum 1. August 2007 wurden alle Folgen von Pony Canyon auf DVD mit dem Regionalcode 2 sowohl als reguläre Ausgaben als auch als Sammleredition veröffentlicht.
Außerhalb Japans wurde die Neuverfilmung im September 2007 zunächst durch A.D. Vision für dessen Tochtergesellschaft ADV Films für den englischsprachigen Raum lizenziert und die Lizenzierung auf der Anime Weekend Atlanta bekanntgegeben. Im Vorfeld der Lizenzierung veröffentlichte ADV Films einen Trailer zu Kanon und machte Andeutungen, dass die gleichen Sprecher, die bereits an der Synchronisation der Fernsehserie Air arbeiten, auch für Kanon verwendet werden könnten. Die Lizenz wurde im Juli 2008, zusammen mit weiteren 30 Lizenzen, an Funimation übertragen.
Am 1. Januar 2008 wurde die Erste von insgesamt sechs DVDs in den Vereinigten Staaten von ADV Films veröffentlicht. Sie enthielten jeweils vier Folgen der Serie und enthielten noch einige Extras. Dies waren ein Video über die Erstellung des Anime (wurde in mehreren Teilen über die DVDs verteilt), Vor- und Abspann ohne Schrift und Vorschaufilme der weiteren Folgen. Die DVDs wurden von JN Productions, einem auf die Übersetzung von englischen, japanischen, chinesischen und koreanischen Medien spezialisierten Unternehmen, auf Englisch synchronisiert. Neben der englischen Tonspur verfügten alle DVDs ebenfalls über die originale japanische Tonspur mit optionalen englischen Untertitel. In diesem Zusammenhang wurde die erste Folge von Kanon auf Anime News Network kostenlos als Stream angeboten, der aber auf einen IP-Bereich innerhalb Nordamerikas beschränkt blieb. Die DVDs wurden im etwa monatlichen Abstand veröffentlicht, bis am 1. August 2008 die abschließende sechste Ausgabe erschien.
In Korea wurde die Serie von Animax Korea übertragen und in China von Proware Multimedia International lizenziert.
Am 16. Dezember 2009 wurde die Serie in Japan auf Blu-ray in einer Box mit englischen Untertiteln veröffentlicht zu einem Preis von 62.580 ¥ (etwa 480 €).

## Synchronsprecher
| Rolle           | Japanischer Sprecher (Seiyū) |
| --------------- | ---------------------------- |
| Yūichi Aizawa   | Tomokazu Sugita              |
| Ayu Tsukimiya   | Yui Horie                    |
| Nayuki Minase   | Mariko Kōda                  |
| Makoto Sawatari | Mayumi Iizuka                |
| Mai Kawasumi    | Yukari Tamura                |
| Shiori Misaka   | Akemi Satō                   |
| Sayuri Kurata   | Tomoko Kawakami              |
| Akiko Minase    | Yūko Minaguchi               |
| Kaori Misaka    | Ayako Kawasumi               |
| Mishio Amano    | Maaya Sakamoto               |
| Jun Kitagawa    | Tomokazu Seki                |
| Kuze            | Kenji Nojima                 |

## Rezeption
Der starke Moe-Faktor von Kanon würde dem Betrachter gleich zu Beginn auffallen und damit den Eindruck bewirken, es würde sich alles entsprechend einem „formelhaften [im Sinne von klischeehaft] Harem-Fest“ entwickeln. (Damit spielt Theron Martin, ein Autor von Anime News Network, auf eine typische Entwicklung in Animes an, in welchen ein männlicher Darsteller sich mit vielen weiblichen Charakteren herumschlagen muss.) Auch mache Kanon anfänglich den Eindruck eines verbesserten Air – besonders hinsichtlich des feinen aber auch intensiven Humors –, was selbst Regisseur Tatsuya Ishihara in dem Extras der DVD zugegeben hat, als er es ein Ziel der Produktion nannte. Der ursprüngliche Eindruck zerstreue sich aber durch den ernsthaften Inhalt. Dadurch erreiche die Serie ein höheres Niveau und viele der Kritiker waren sich einig: Kanon besitzt eine Handlung, die im Verlauf immer mehr Fragen aufwirft, und alles scheinbar keinen Sinn ergibt, bis sich die Rätsel letztendlich auflösen. Dadurch entstehe ein Spannungsbogen, der zusammen mit der starken Bindung zu den Charakteren und deren dramatisch inszenierten Vergangenheit und Gegenwart den Zuschauer dazu bringe, eine Folge nach der anderen zu konsumieren.
Inhaltlich sollen die ersten vier Folgen ähnlich der Vorgängerserie Air konzipiert sein, aber die Interaktionen zwischen den Charakteren würde viel mehr Spaß bereiten, wodurch die Serie aus ihrem reinen Moe-Inhalt herausgerissen wird. Dies gelänge wesentlich besser als bei Shuffle!, da sich die Charaktere von sich aus die Zuneigung des Zuschauers gewinnen würden, ohne es dabei in irgendeiner Weise übertreiben. Die Charaktere seien sehr unterschiedlich herausgearbeitet und würden dadurch ein breites Publikum ansprechen, da sich jeder für den ein oder anderen von ihnen begeistern könne.

“A fine remake that addresses any and all issues the first version had.”

„Ein schönes Remake, das sich jedem und aller Probleme der ersten Fassung annahm.“

Optisch könne die Serie überzeugen und Kyōto Animation verstehe es geschickt mit gut gerenderten und animierten Elementen umzugehen. Im Vergleich zur Erstverfilmung mache die Neuverfilmung eine bessere Figur. Die Animationen seien schöner und die größere Anzahl von Folgen würde das wahre Potential der Handlung besser wiedergeben. Es stelle damit die bisher beste Arbeit des Studios dar. Dabei seien viele stilistische Bestandteile aus Air übernommen und weiter verbessert worden. Leichte Schwächen wurden den Hintergründen und dem teilweise zu niedlich geratenen Character-Design (z. B. die Flügel an Ayus Rucksack) unterstellt. Die Gesichter der Mädchen seien nach einer extremen Form des “big eyes, small mouth” (dt. „große Augen, kleiner Mund“) Schema entworfen, das nicht jedermanns Geschmack treffen könnte. Dennoch würde das für Itaru Hinoue typische Design gerade noch die Gratwanderung schaffen und nicht im Zucker ertrinken.
Die Musik aus der Feder von Jun Maeda wurde unterschiedlich wahrgenommen. So wird sie als stimmungsvoll und grandios oder auch als zu nüchtern und wenig kreativ beschrieben. Dabei wurde auch die starke Anlehnung des Vorspanntitels Last regrets an den Vorgänger Air bemängelt, während der Abspann Kaze no Tadoritsuku Basho wesentlich frischer erscheine.